# Zasloužilý zkušební pilot SSSR
Zasloužilý zkušební pilot SSSR (rusky Заслуженный лётчик-испытатель СССР) byl čestný titul Sovětského svazu založený roku 1958. Udílen byl civilním i vojenským zkušebním pilotům Sovětského svazu za mnoho let práce a za jejich zásluhy v oblasti výzkumu nových leteckých technologií. Udílen byl až do rozpadu Sovětského svazu v roce 1991.

## Historie
V roce 1957 byl poprvé velké skupině zkušebních pilotů z civilního i vojenského letectva udělen čestný titul Hrdina Sovětského svazu. Na recepci v Kremlu při předávání Zlatých hvězd tohoto vyznamenání v listopadu 1957 ocenění zmínili, že většina zkušebních pilotů, kteří v tomto nebezpečném oboru pracovali více než dvanáct let, odešla do výslužby bez jediného vyznamenání. V reakci na to bylo vedení státu požádáno, aby připravilo návrhy na odstranění tohoto nedostatku. Vládě byl poté předložen návrh projektu na zřízení čestných titulů Zasloužilý zkušební pilot a Zasloužilý zkušební navigátor. Tento návrh získal u sovětských státníků podporu. Současně byla vyhlášena soutěž o nejlepší návrh designu nového vyznamenání. Soutěž vyhrál zkušební pilot Arkadij Pavlovič Bogorodskij. Na jeho návrhu byl vyobrazen letoun Lavočkin La-250, který v té době Sověti testovali.
Čestný titul Zasloužilý zkušební pilot byl založen dekretem prezidia Nejvyššího sovětu Sovětského svazu č. 2523-X ze dne 14. srpna 1958. Udílen byl za odvahu a vynikající výkon vojenským i civilním zkušebním pilotům v oblasti leteckého výzkumu a testování nových leteckých technologií. Poprvé bylo toto vyznamenání uděleno dne 17. února 1959, kdy jej obdrželo deset testovacích pilotů leteckého průmyslu. Dne 27. května 1959 byl tento čestný titul udělen třem vojenským pilotům. Dne 7. října 1959 byla mezi oceněnými i jedna žena, zkušební pilotka Nina Ivanovna Rusakova, která se stala jedinou ženou, které byl tento čestný titul udělen.
Podle nepsaného pravidla bylo vyznamenání udíleno pouze aktivním zkušebním pilotům. Avšak již v prvním dekretu byla učiněna výjimka k tomuto pravidlu, kdy bylo vyznamenání uděleno Nikolaji Stepanoviči Rybkovi, který kvůli zranění při autonehodě již pět let nelétal. Vyznamenání mu bylo uděleno za jeho velký osobní přínos pro sovětské letectví.
Status vyznamenání byl potvrzen dekretem prezidia Nejvyššího sovětu Sovětského svazu č. 9441-XI ze dne 22. srpna 1988. Vyznamenání bylo udíleno do rozpadu Sovětského svazu v prosinci 1991. Poslední dekret o udělení tohoto vyznamenání byl vydán dne 18. prosince 1991, tedy týden před rozpadem Sovětského svazu. V ten den bylo ocenění uděleno 16 pilotům. Celkem bylo toto vyznamenání uděleno 419 lidem (274 pilotům z leteckého průmyslu a 145 vojenským zkušebním pilotům).

## Pravidla udílení
Čestný titul Zasloužilý zkušební pilot SSSR byl udílen prezidiem Nejvyššího sovětu Sovětského svazu na doporučení ministra leteckého průmyslu SSSR nebo ministra obrany SSSR vojenským i civilním zkušebním pilotům 1. třídy leteckého a obranného průmyslu a sovětských ozbrojených sil za mnoho let tvůrčí práce v oblasti testování a výzkumu nových leteckých technologií.
Udělený čestný titul mohl být odebrán pouze prezidiem Nejvyššího sovětu Sovětského svazu na návrh soudu, ministra obrany nebo ministra leteckého průmyslu.
Odznak tohoto čestného titulu se nosil na pravé straně hrudi a v přítomnosti dalších sovětských vyznamenání byl umístěn nad sovětskými řády. Pokud se nosí s vyznamenáními Ruské federace, pak mají ruská vyznamenání přednost.

## Popis odznaku
Odznak je široký 27 mm a vysoký 23 mm. Na přední straně je v levé horní části nápis v cyrilici ЗАСЛУЖЕННЫЙ ЛËТЧИК-ИСПЫТАТЕЛЬ. Ve středu je stoupající tryskové letadlo Lavočkin La-250 vyrobené z pozlaceného tombaku. Přední část letadla i část ocasu přesahují mírně přes okraj odznaku. Ve spodní části odznaku je vpravo vavřínová ratolest, která je uprostřed spodní části odznaku překryta nápisem CСCP. Vnější okraj odznaku je vystouplý.
Modrá stuha z hedvábného moaré je připevněna k obdélnému postříbřenému kovovému rámečku.